# SsangYong Korando Family
SsangYong Korando Family — це рамний позашляховик південнокорейської компанії SsangYong Motor Company, який виготовлявся з 1987 по 1998 роки за ліцензією Isuzu Trooper. Автомобіль поставляли тільки на ринок Південної Кореї, країн Південно-Східної Азії і, в меншій мірі, Південної Америки. Ранні моделі комплектувались 2,2 l дизельним двигуном від Trooper, пізніші версії оснащались 2,3 l турбо дизельним двигуном компанії Mercedes-Benz.

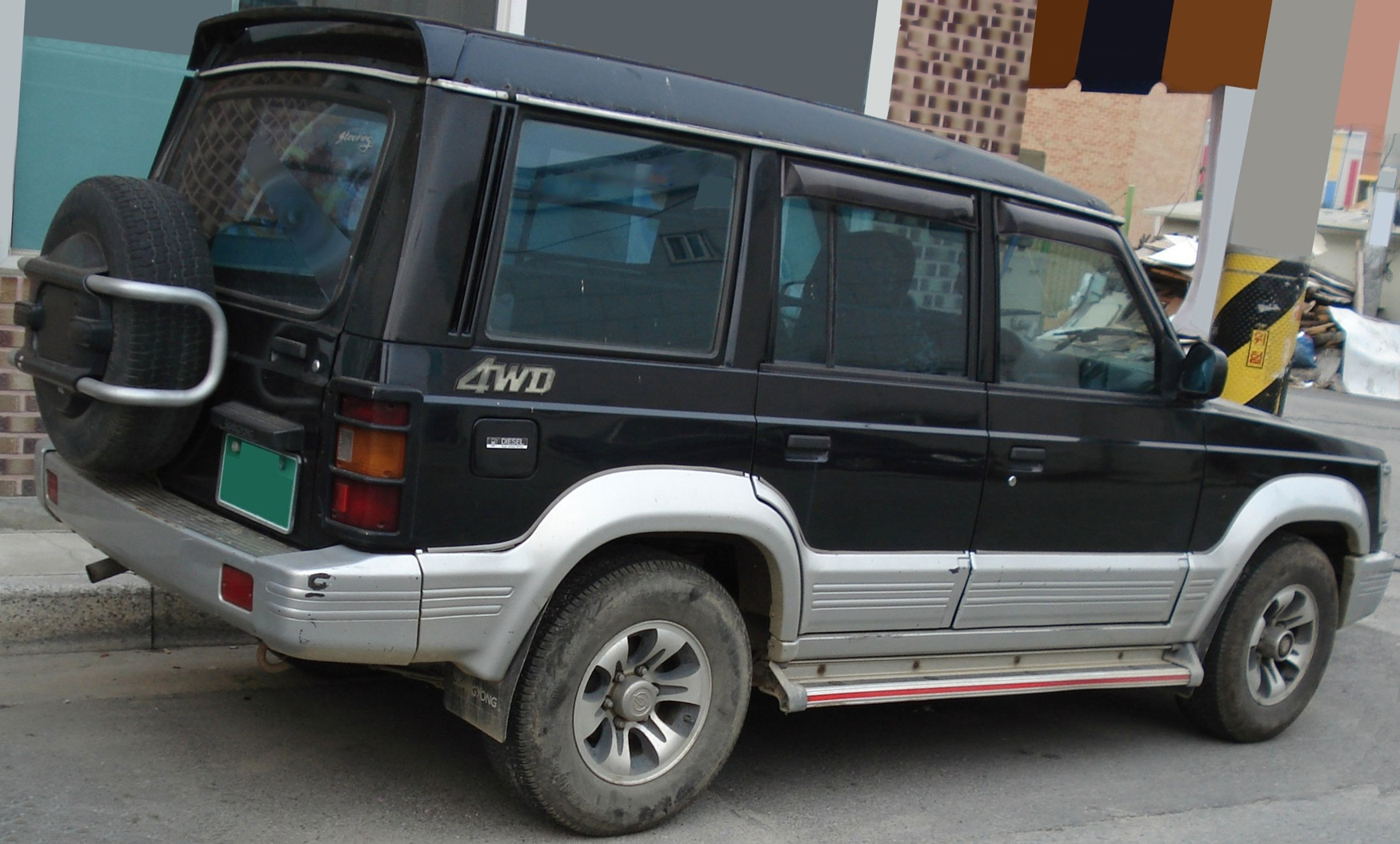
SsangYong Korando Family

## Двигуни
- 2.2 л DC23 diesel 73 к.с.
- 2.5 л XD3P diesel 79 к.с.
- 2.6 л 4ZE1 120 к.с.